# Pergrata Nobis
Pergrata Nobis è la ventunesima enciclica di papa Leone XIII, pubblicata il 14 settembre 1886, scritta all'Episcopato portoghese circa la situazione della Chiesa in Portogallo e nelle colonie portoghesi.